# La Madone de Port Lligat
La Madone de Port Lligat est une toile surréaliste de Salvador Dalí réalisée en 1950. C'est une huile sur toile de 144 × 96 cm conservée actuellement au Japon. Elle appartient à la collection du groupe Minami de Tokyo et est exposé au musée d'art de Fukuoka. Une première toile, aujourd'hui à l'université Marquette de Milwaukee, a été présentée au pape Pie XII, qui l'a approuvée.
Cette madone inaugure une étape de l'œuvre de Dali caractérisée par des toiles sur des sujets religieux. Elle est inspirée des toiles de la haute Renaissance, notamment de la Conversation sacrée de Piero della Francesca (le geste de la Vierge). Le tableau présente de nombreuses caractéristiques déjà présentes dans Leda atomica et dans la Séparation de l'atome - Dématérialisation avec nez de Néron.

## Première version
Avant de réaliser son œuvre définitive, Dali réalisa une étude de même composition, mais avec des couleurs distinctes. Cette version de dimensions bien plus réduites donne une idée de la version définitive. Elle est conservée au musée Haggerty de l'Université Marquette de Milwaukee, Wisconsin (États-Unis).

## Description
La toile représente une Vierge à l'enfant ou Madone avec le visage de Gala, la femme du peintre. La Vierge possède une ouverture rectangulaire dans son tronc dans lequel on peut voir l'enfant Jésus, qui a également une ouverture dans le thorax, dans laquelle on peut alors voir un morceau de pain. Dali le décrit comme « un tabernacle dans le corps de Jésus qui contient le pain sacré ».
Les deux personnages sont sur un piédestal sous une arche. les divers éléments du tableau sont représentés sans se toucher les uns les autres, comme dans Leda atomica, maintenus en équilibre comme les éléments qui constituent l'atome.
Dans la partie supérieure du tableau on trouve un coquillage duquel coule un fil qui soutient un œuf. Ces objets sont pour Dali des symboles de vie et ceux qui se rapprochent le plus de la perfection euclidienne L'arche blanche se situe au-dessus de Gala et est divisée en quatre parties. Elle semble esquissée et mal peinte en plusieurs endroits. Avec la tête de la Vierge, des bas-reliefs sont représentés. Ils possèdent deux petites sphères flottantes. Sur une des arches un fil est cloué et soutient un morceau de chair crue.
Aux côtés de Gala, deux tables de bois sont représentées. Un panier de pain et un escargot de mer s'en détachent. Sur le piédestal figurent plusieurs symboles importants pour Dali : de gauche à droite on trouve un chiffon, un coquillage, une fleur blanche fanée et l'autre épanouie, le poisson, deux haricots et un panier. Le piédestal possède une ouverture frontale divisée en trois parties. Sur la partie gauche figure un rhinocéros divisé en plusieurs morceaux, au centre un œuf accompagné par quatre morceaux et à droite une espèce de buste qui subit une explosion dans le visage et flotte comme en apesanteur.
Le fond est très clair et des mariées flottent dans l'espace. Enfin, Dali représente comme dans une scène de théâtre les sommets de collines flottants dans l'espace.
Le peintre réutilise de nombreux éléments de ses précédentes toiles dans La Madone de Port Lligat, comme Gala qui est ici peinte deux fois en costume de mariée, la baie de Port Lligat, le poisson, les coquillages et le  morceau de liège suspendu au clou. D'autres éléments constituent les futures obsessions du peintre, tel que le rhinocéros à corne coupée qu'il considère comme un symbole de chasteté.
La toile fait partie de la collection du musée d'art de Fukuoka au Japon depuis 2008.

## Influence
Une des sculptures de la Collection Clot reprend le thème de la Madone de Port Lligat, c'est une représentation en bronze du sujet (œuvre référencée page 171 du livre le dur et le mou).